# Perigonia lusca
Espèce
Perigonia lusca est une espèce d'insectes lépidoptères (papillons) appartenant à la famille des Sphingidae, à la sous-famille des Macroglossinae et au genre Perigonia.

## Description
L'imago
L'envergure varie de 55 à 65 mm. 

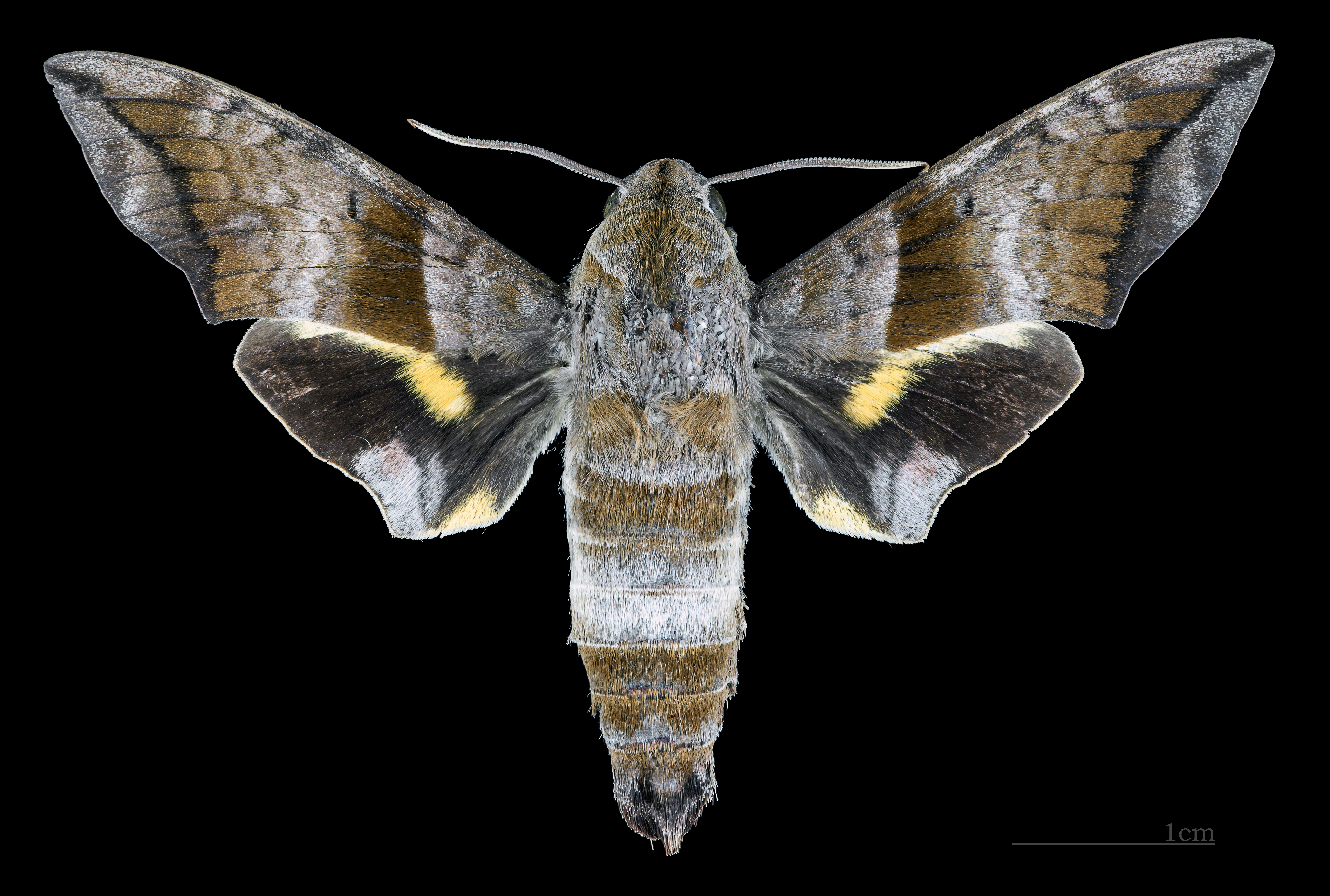
Face dorsale du mâle (coll.MHNT)
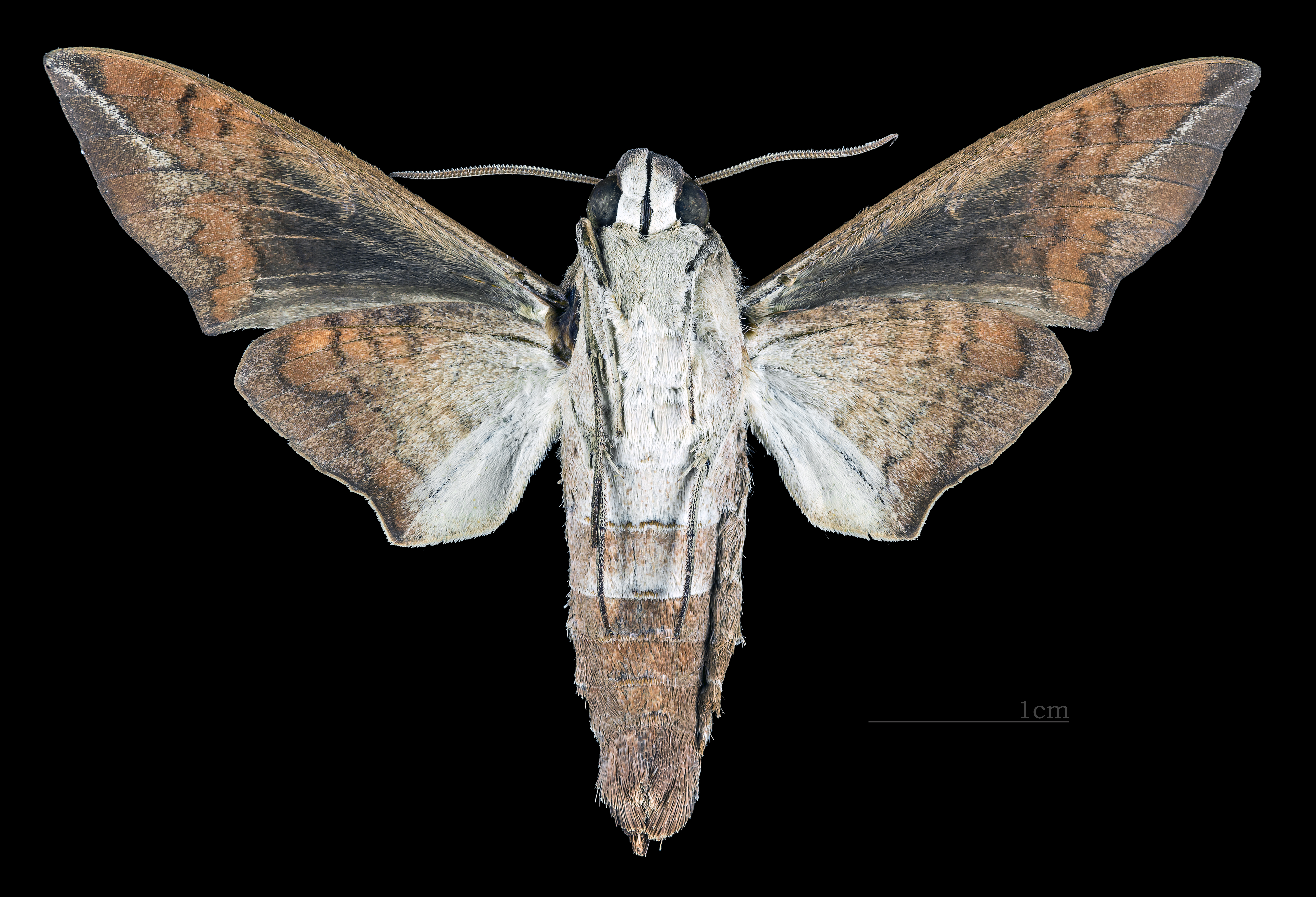
Revers du mâle (coll.MHNT)
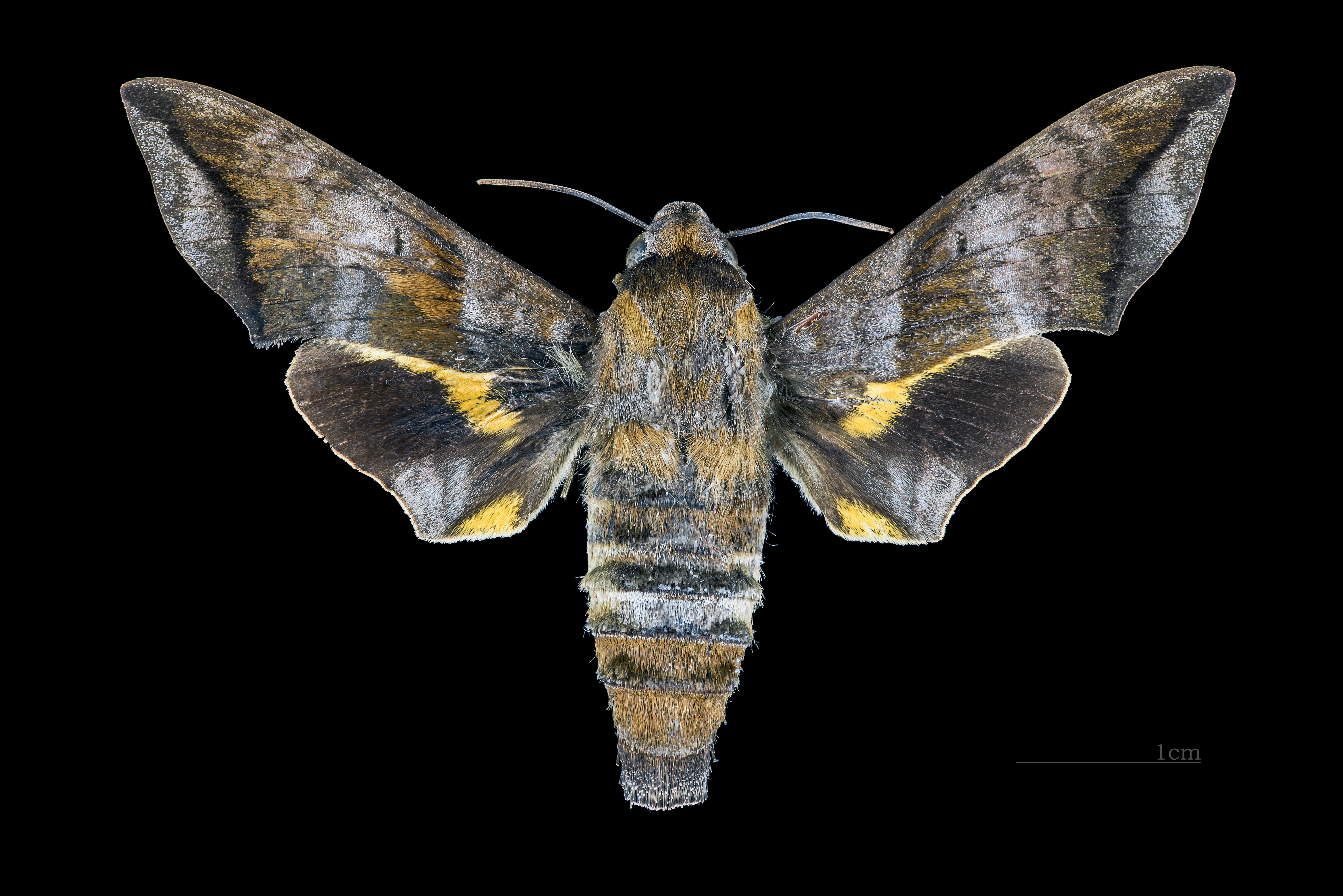
Face dorsale de la femelle (coll.MHNT)
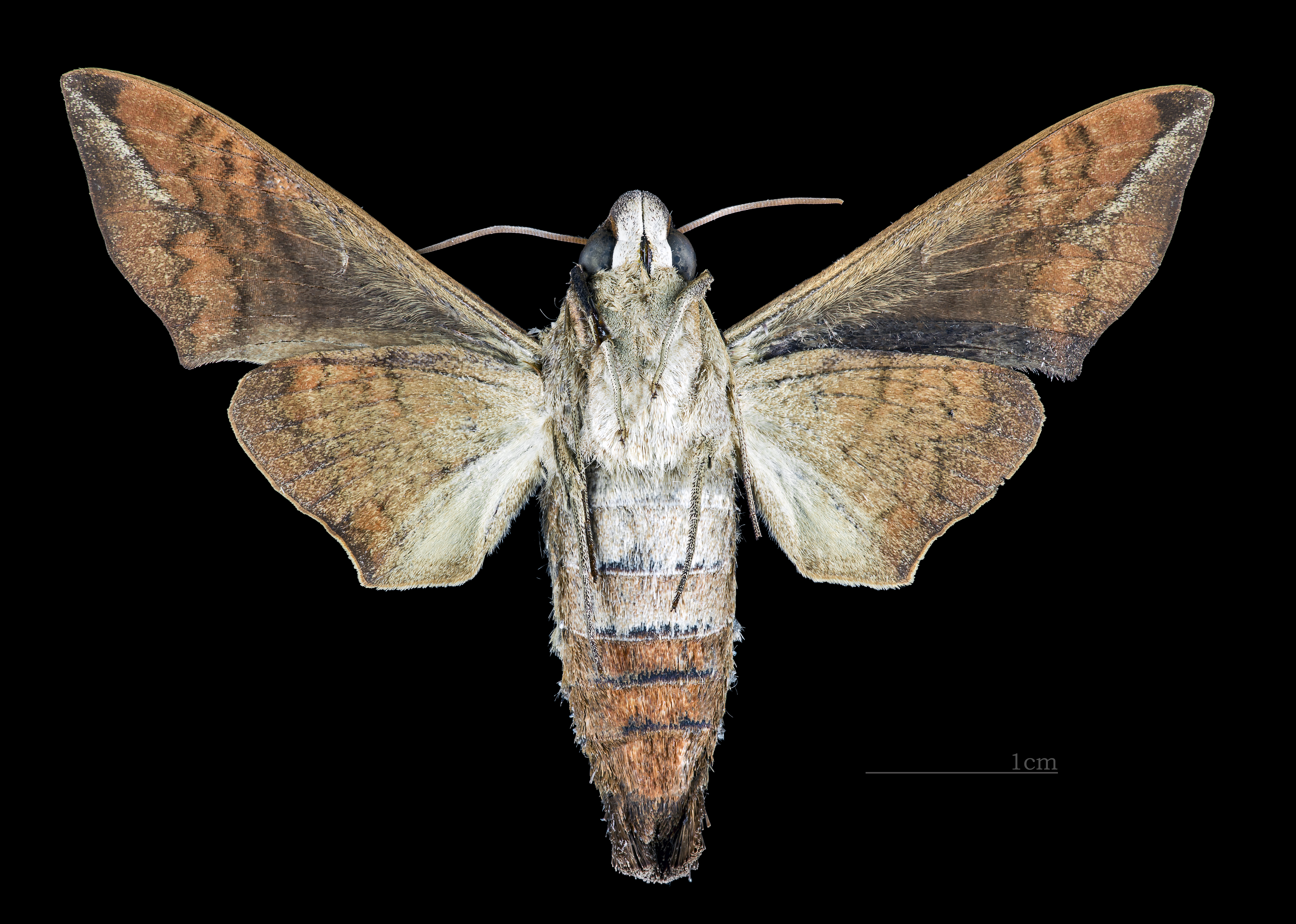
Face ventrale de la femelle (coll.MHNT)

## Biologie
- Il y a plusieurs générations par année en Floride du sud. Sur les îles Galapagos, les adultes volent d'avril à juillet. Sous les tropiques, les adultes volent toute l'année.
- Les chenilles se nourrissent sur Guettarda macrosperma, Guettarda scabra, sur les espèces du genre Coffea ( Coffea arabica ), mais aussi sur Ilex krugiana, Ilex paraguariensis, Genipa americana, sur les espèces des genres Rondeletia et Gonzalagunia (y compris Gonzalagunia spicata) et sur Cinchona succirubra.

## Répartition et habitat
Répartition
L'espèce est connue de l’extrémité nord de Amérique du Sud, dans toute l'Amérique centrale, et jusqu'en Floride aux États-Unis.

## Systématique
- L'espèce  Perigonia lusca a été décrite par l'entomologiste danois Johan Christian Fabricius en 1777, sous le nom initial de Sphinx lusca[1]
- La localité type est l'Amérique centrale.

### Synonymie
- Sphinx lusca Fabricius, 1777 Protonyme
- Stenolophia tenebrosa R Felder, 1874
- Perigonia restituta Walker, 1865
- Perigonia interrupta Walker, 1865
- Macroglossa doto Schaufuss, 1870
- Perigonia lusca major  Clark, 1928
- Perigonia lusca bahamensis  Clark, 1919
- Macroglossa doto  Schaufuss, 1870

### Liste des sous-espèces et formes
- Perigonia lusca lusca (Mexique, au Panama et au Honduras, Venezuela, Paraguay, Argentine, Brésil, Bolivie, Bahamas, Cuba, Porto Rico, Saint-Vincent, dans le sud des États-Unis)
- Perigonia lusca continuums Vázquez-G., 1959 (Revillagigedo Island et Soccoro au Mexique)
- Perigonia lusca f. interrupta Walker, 1875 (Cuba)[2]

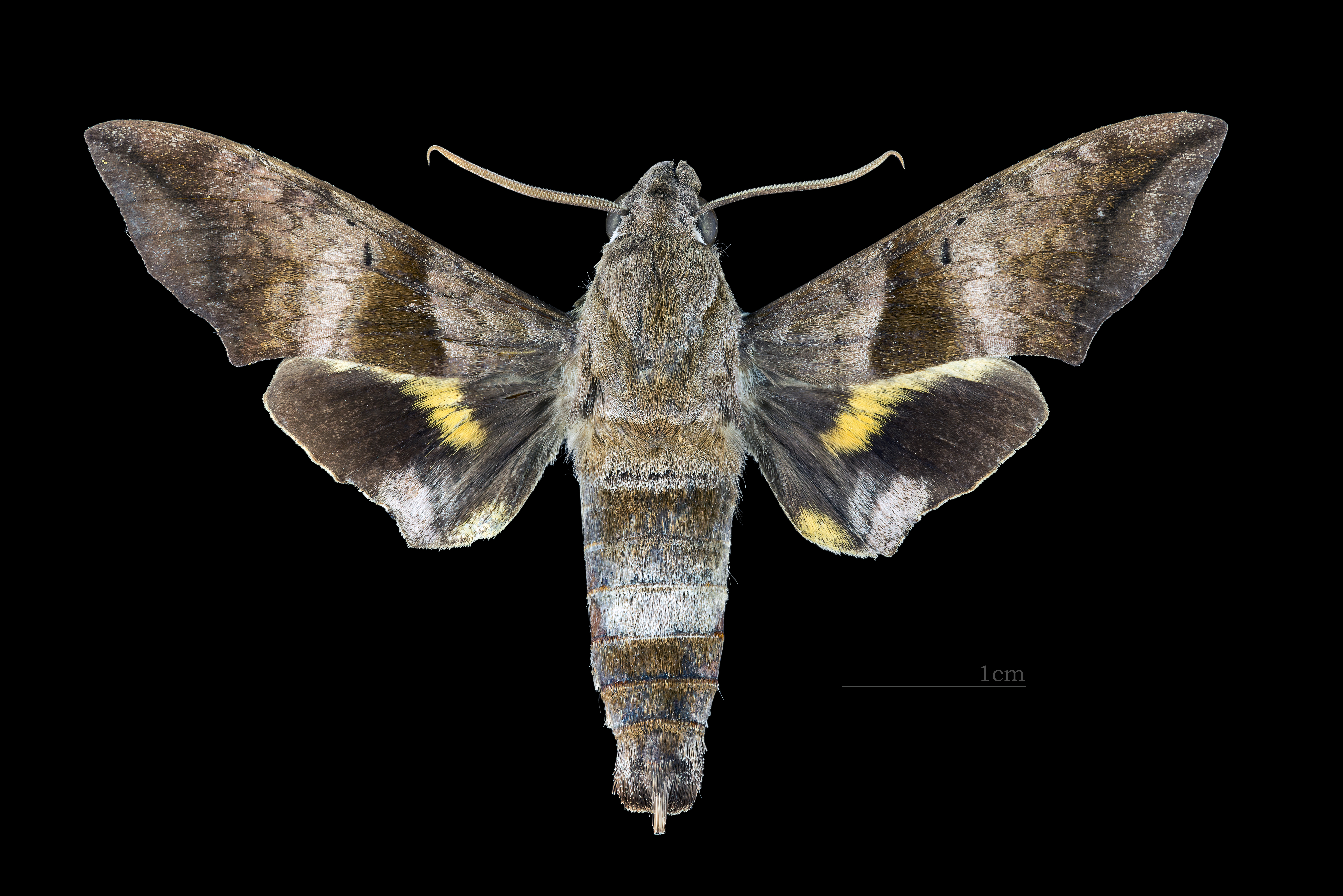
Perigonia lusca f. interrupta Face dorsale du mâle (coll.MHNT)
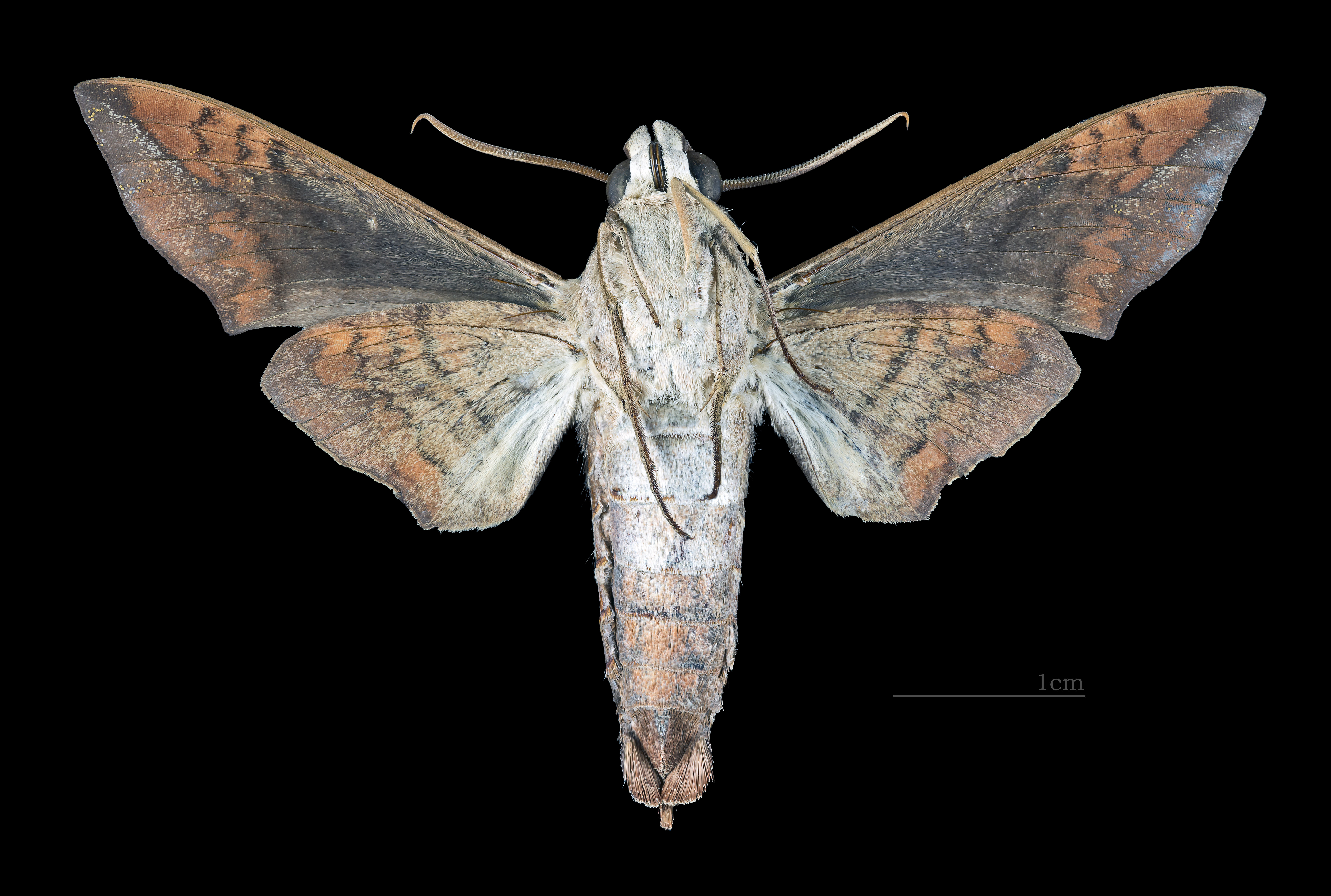
Perigonia lusca f. interrupta Face ventrale du mâle (coll.MHNT)
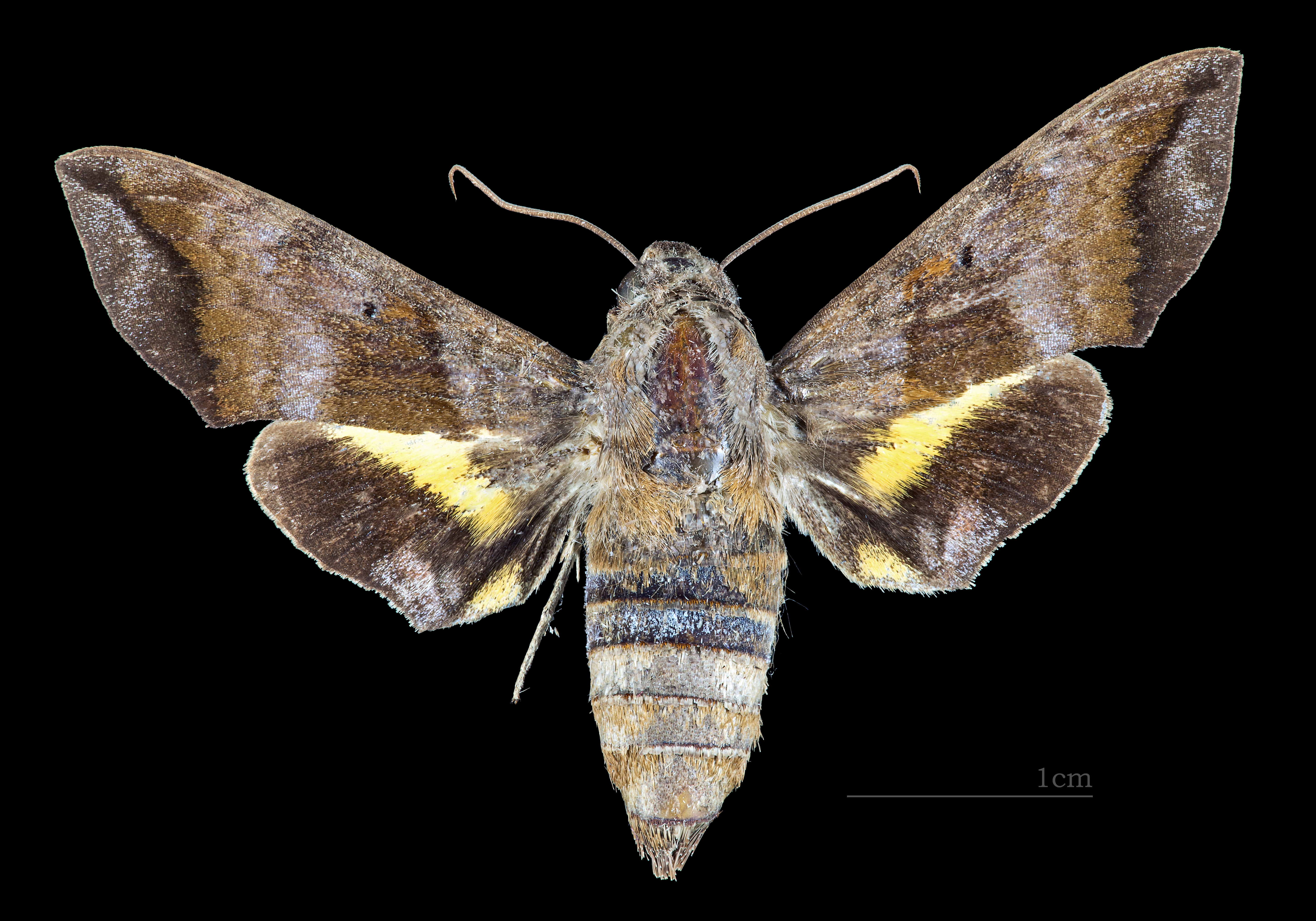
Perigonia lusca f. interrupta Face dorsale de la femelle (coll.MHNT)
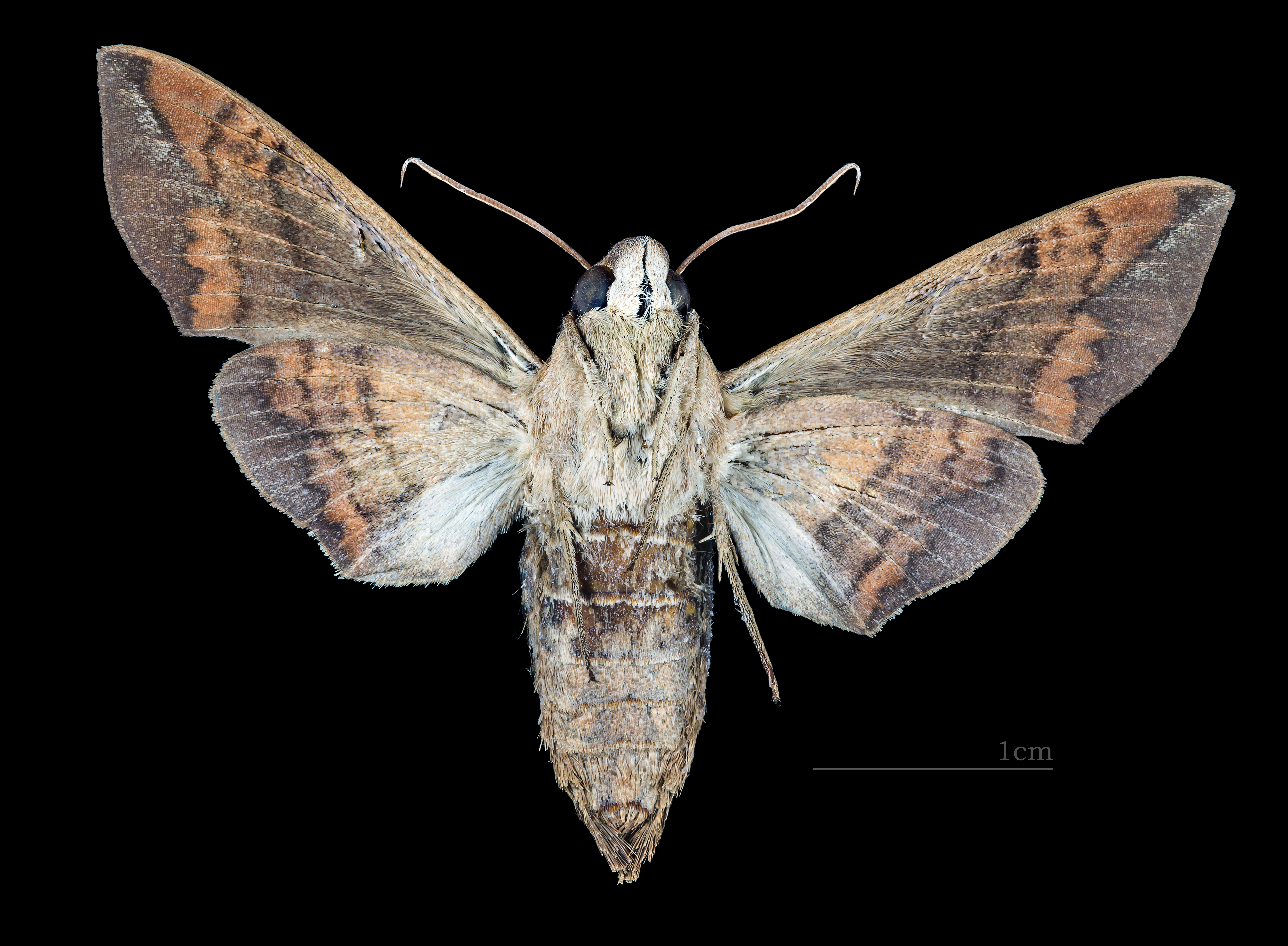
Perigonia lusca f. interrupta Face ventrale de la femelle (coll.MHNT)